# 帕萨妥珠单抗
帕萨妥珠单抗（INN：parsatuzumab；开发代号：MEGF0444A）是一种人源化单克隆抗体，设计用于治疗多种癌症，包括转移性结直肠癌和非鳞状非小细胞肺癌。它充当免疫调节剂并与EGFL7结合。
该药物由基因泰克/罗氏公司开发。